# Tahlia Brody
Pour les articles homonymes, voir Brody.
Pas d'image ? Cliquez ici

a Compétitions nationales et continentales officielles uniquement.

b Matchs officiels uniquement.
Dernière mise à jour le 3 juillet 2025.
Tahlia Brody, née le 10 septembre 1994 à Commack (États-Unis), est une joueuse internationale américaine de rugby à XV évoluant aux postes de troisième ligne centre et de troisième ligne aile.

## Biographie
Tahlia Brody naît le 10 septembre 1994 à Commack aux États-Unis. Elle découvre le rugby à XV à l'université d'État de New York où elle joue durant quatre ans avec les Warthogs. Elle joue également au New York RC avec lequel elle remporte le titre national en 2017.
En 2019, elle part jouer en Nouvelle-Zélande, au Mount Maunganui RC.[réf. nécessaire] Elle dispute une rencontre de Championnat des provinces néo-zélandaises avec la province de Bay of Plenty.
Alors que la pandémie de Covid-19 met à l'arrêt les compétitions un peu partout dans le monde, elle part jouer en Europe, avec le club sévillan des Cocodrillas où elle reste deux saisons. Son expérience espagnole se conclue par un titre national en 2022. Elle enchaine alors avec un autre titre national, cette fois aux États-Unis avec les Berkeley All Blues (en). Elle retourne en Nouvelle-Zélande, à Nelson, où elle joue avec le club du Marist RFC et est retenue avec l'équipe provinciale de Tasman. Elle rejoint ensuite l'Angleterre où elle termine la saison avec les Cheltenham Tigers RFC, qui évolue en deuxième division.
Elle devient internationale américaine en 2023, contre l'Espagne, puis est ensuite sélectionnée pour la première édition du WXV. Elle joue en 2024 avec les Leicester Tigers en Angleterre. En avril, elle retrouve les Eagles pour jouer la Pacific Four Series.
Elle cumule, à la fin de l'été 2024, douze sélections en équipe des États-Unis quand elle est retenue pour le WXV au Canada. Elle est rappelée pour la Pacific Four Series. Au terme de la saison, elle rejoint l'équipe de l'Onyx de Denver, qui participe à la première édition de la Women's Elite Rugby. Denver remporte le titre et Tahlia Brody est désignée meilleure joueuse de la compétition. Au mois de juin, elle signe au Loughborough Lightning.

## Palmarès

### En club
- Vainqueur du Championnat des États-Unis en 2017 et 2022.
- Vainqueur du Championnat d'Espagne en 2022.
- Vainqueur de la Women's Elite Rugby en 2025.

### Distinctions personnelles
- Meilleure marqueuse du Championnat d'Espagne en 2022.
- Élue meilleure joueuse de la Women's Elite Rugby en 2025.